# Väst-keltiska folk
Gallisk-keltiska folkstammar: 
Med detta menas här de keltiska stammar, som vid tiden för Kr.f. bodde i Gallien eller nära angränsande områden som Belgica, eller på de brittiska öarna. Vid denna tid hade även vissa germanska stammar överskridit den romerska gränsen vid Rhen och mer eller mindre assimilerats av den romerska kulturen.
Galler , keltiska folkstammar i Gallien: Liksom i Germanien fanns det i Gallien en mängd stammar vid Kr.f., många nämnda i samband med Caesars erövring av Gallien år 58–51 f.Kr., varav här följer några av de största:
Arvernier, lat. arverni i nuvarande Auvergne. Deras huvudort Gergovia vid floden Dorogne blev aldrig besegrad av romarna trots deras belägring år 52 f.Kr.
Allobroger, lat. allobroges i nuvarande Dauphine i franska Alperna.
Vocontier, lat. voconti, rutener, lat. ruteni, volker, lat. volcae var folk som bodde längs Medelhavskusten i den romerska provinsen Narbonensis.
Akvitanier, lat. aquitani var förmodligen ett gemensamt namn på de folk som bodde norr om Pyrenéerna, bland annat auscier, lat. ausci och tarbeller, lat. tarbelli.
Lemoviker , lat. lemovices, santoner, lat. santoni och pictoner, lat. pictones var folk som bodde längs Biscayabukten.
Haeduer, lat. haedui, lingoner, lat. lingones, senoner, lat. senones och cubier, lat. cubi var några av de folkstammar som bebodde centrala Gallien.
Veneter, lat. veneti och aulerier, lat. aulerci var de största stammarna längs Engelska kanalen, där den lilla stammen pariser, lat. parisii bodde i området runt staden Lutetia vid Seine.
Menapier, lat. menapii, ett urspr. germanskt folk på högra stranden av Rhen, som sedan flyttade till landet mellan vänstra nedre Rhen och Schelde i närheten av Nordsjön. De sammansmälte småningom med belgerna och kämpade jämte dem mot Julius Cæsar (57 f.Kr.). De kunde uppställa inte mindre än 25 000 beväpnade män. Huvudorten i deras land var Castellum Menapiorum, nu Kessel, mellan Roermond och Venlo.
Eburoner, lat. eburones, nervier, lat. nervii och remer, lat. remi var några av de folkstammar som bodde i den romerska provinsen Belgica liksom de germanska stammarna usipeter och tenkterer.
Treverer, lat. treveri, leuker, lat. leuci och inte minst Vercingetorix stam sekvaner, sequani bodde väster om Rhen och fick därmed tidigt kontakt med germanerna.